# 藤野舞子
藤野 舞子（ふじの まいこ、1983年5月25日 - ）は東京都足立区 出身の競泳個人メドレー選手である。
また長距離の選手でもある。

## 人物
- 足立区立花畑西小、同区立花畑中から武蔵野高校を経て[2]、拓殖大学商学部卒[3]。2008年日本水泳選手権北京オリンピック代表選考会女子400m個人メドレーで2位となり派遣標準記録を突破し日本代表となる[4][5]。本選は女子400m個人メドレー第3組では4位となり敗退[6]、女子800m自由形予選第3組では6位となり敗退[7] した。
- 2013年6月15日放送のTBSテレビ「炎の体育会TV」で4人の芸能人と水泳のメドレーリレー対決に出演した[8]。